# Grästjärnen (Ockelbo socken, Gästrikland, 676823-154081)
Grästjärnen är en sjö i Ockelbo kommun i Gästrikland och ingår i Testeboåns huvudavrinningsområde.